# محطة قطار كريات حاييم
محطة قطار كريات حاييم (بالعبرية: תחנת הרכבת קריית חיים) هي محطة قطار للركاب تعمل في شبكة خطوط السكك الحديدية الإسرائيلية. تخدم المحطة منطقة الكريوت وتحديدًا حي كريات حاييم التابع لمدينة حيفا شمالي إسرائيل. تقع المحطة على الخط الساحلي الذي يمر في وسط كريات حاييم ويقسمها إلى منطقتين شرقية وغربية.

## تصميم
```
في المحطة سكة حديد مزدوجة؛ سكة شرقية ملاصقة لرصيف 1 للقطارات المتجهة جنوبًا، وسكة غربية ملاصقة لرصيف 2 للقطارات المتجهة شمالًا. في المحطة رصيفين جانبيين رصيف 1 ملاصق لكريات حاييم الشرقية، ورصيف 2 ملاصق لكريات حاييم الغربية ويربطهما ممر تحت الأرض. من الممكن الدخول إلى المحطة من كريات حاييم الشرقية فقط، بينما الخروج منها ممكن من كلا الجزئين.
```

## وصلات خارجية
- محطة قطار كريات حاييم في الموقع الرسمي لقطار إسرائيل.